# Hypsochila argyrodice
Hypsochila argyrodice is een vlindersoort uit de familie van de Pieridae (witjes), onderfamilie Pierinae.
Hypsochila argyrodice werd in 1899 beschreven door Staudinger.